# Carlos Trucco
Carlos Leonel Trucco Medina (ur. 8 sierpnia 1957 w Córdobie) – argentyńsko−boliwijski piłkarz. Występował na pozycji bramkarza. W czasie swojej kariery piłkarskiej mierzył 180 cm wzrostu.

## Kariera klubowa
Trucco pochodzi z Córdoby. Zawodową karierę piłkarską rozpoczął w 1977 roku w argentyńskiej drużynie, Unión Santa Fe. Po czterech latach gry w Santa Fe przeniósł się do stolicy Argentyny, do klubu Vélez Sársfield. W ciągu trzech lat gry w tym zespole wystąpił tylko w 3 spotkaniach. Przeniósł się więc na jeden sezon do swojego poprzedniego klubu z Santa Fe. Tam także nie mógł się załapać do wyjściowej jedenastki. W 1985 roku zaczął występować w Estudiantes Río Cuarto.
Rok później zaczął grać w swojej ojczyźnie. Najpierw przez trzy lata występował w Destroyers Santa Cruz, a potem przez jeden rok w Club Bolívar. Potem zaczął grać w Kolumbii w klubie Deportivo Cali. W roku 1991 powrócił do stolicy, a stamtąd trafił do swojego ostatniego klubu w karierze - meksykańskiego CF Pachuca.

## Kariera reprezentacyjna
W reprezentacji swojego kraju Carlos zadebiutował w 1989 roku. Pięć lat później został powołany przez selekcjonera Xabiera Azkargortę na mundial. Na tym turnieju Boliwijczycy zajęli 4. miejsce w grupie a sam Trucco zagrał we wszystkich trzech spotkaniach, w których przepuścił 4 gole. Łącznie w barwach narodowych rozegrał 51 spotkań.

## Kariera trenerska
W 2003 roku był trenerem reprezentacji swojego kraju.